# 1908 na música
- Sultana, é gravado pelo Grupo Chiquinha Gonzaga.

## Nascimentos
| Data           | Nome                | Profissão                             | Nacionalidade  | Observações | Ref |
| -------------- | ------------------- | ------------------------------------- | -------------- | ----------- | --- |
| 5 de Abril     | Herbert von Karajan | maestro                               | Áustria        | m. 1990     |     |
| 11 de Outubro  | Cartola             | sambista e compositor                 | Brasil         | m. 1980     |     |
| 8 de novembro  | Alberto Erede       | maestro                               | Itália         | m. 2001     |     |
| 24 de Novembro | Libertad Lamarque   | atriz e cantora                       | Argentina      | m. 2000     |     |
| 10 de Dezembro | Olivier Messiaen    | compositor, organista e ornitologista | França         | m. 1992     |     |
| 11 de Dezembro | Elliot Carter       | compositor                            | Estados Unidos | m. 2012     |     |

## Mortes
| Data        | Nome                    | Profissão  | Nacionalidade | Observações | Ref |
| ----------- | ----------------------- | ---------- | ------------- | ----------- | --- |
| 21 de Junho | Nikolai Rimsky-Korsakov | compositor | Rússia        | n. 1844     |     |